# Hypena vittatavariegata
Hypena vittatavariegata là một loài bướm đêm trong họ Erebidae.